# Горњи Карин
Горњи Карин је насељено мјесто у Буковици, у сјеверној Далмацији. Припада граду Обровцу, Задарска жупанија, Република Хрватска.

## Географија
Налази се у области званој Буковица, на сјеверозападу Далмације, 8 км југозападно од Обровца и 10 км сјевероисточно од Бенковца. Ту је и Каринско море. Због свог географског положаја, Карин је био познат у региону као једино село са српском етничком већином на хрватској обали, а од 1991. до 1995. је био једини излаз на море Републике Српске Крајине.

## Историја
Горњи Карин се од распада Југославије до августа 1995. године налазио у Републици Српској Крајини. Због операције хрватске војске и полиције „Олуја“ Срби су морали да траже спас у Републици Србији. На њихово место су дошли Хрвати из Босне и Херцеговине.

## Култура
У Горњем Карину се налазе рушевине храма Српске православне цркве Света Недјеља, саграђеног 1985. године, којег су Хрвати до темеља срушили августа 1996. године, годину дана после завршетка „домовинског рата“.

## Становништво
Према попису из 1991, Горњи Карин је имао 876 становника, од чега 851 Србина, 3 Хрвата и 5 Југословена и 17 осталих. Према попису из 2001, Горњи Карин је имао 859 становника. Горњи Карин је према попису становништва из 2011. године имао 1.125 становника.
| Националност       | 2001. | 1991. | 1981. | 1971. | 1961. |
| Срби               | 35    | 851   | 867   | 1.062 | 1.159 |
| Југословени        | ―     | 5     | 54    | 5     |       |
| Хрвати             | 776   | 3     | 7     | 18    | 15    |
| Муслимани          |       | 3     |       |       |       |
| Црногорци          |       |       | 2     | 1     |       |
| Македонци          |       |       | 2     |       |       |
| остали и непознато | 48    | 14    | 17    | 3     | 1     |
| Укупно             | 859   | 876   | 949   | 1.089 | 1.175 |

| Демографија | Демографија | Демографија |
| Година      | Становника  | Становника  |
| ----------- | ----------- | ----------- |
| 1948.       | 1.001       |             |
| 1953.       | 1.123       |             |
| 1961.       | 1.175       |             |
| 1971.       | 1.089       |             |
| 1981.       | 949         |             |
| 1991.       | 876         |             |
| 2001.       | 859         |             |
| 2011.       |             | 1.125       |

## Попис 1991.
На попису становништва 1991. године, насељено место Горњи Карин је имало 876 становника, следећег националног састава:
| Попис 1991.‍  | Попис 1991.‍  | Попис 1991.‍ | Попис 1991.‍ | Попис 1991.‍ |
| ------------ | ------------ | ----------- | ----------- | ----------- |
|              |              |             |             |             |
| Срби         | Срби         |             | 851         | 97,14%      |
| Црногорци    | Црногорци    |             | 6           | 0,68%       |
| Југословени  | Југословени  |             | 5           | 0,57%       |
| Муслимани    | Муслимани    |             | 3           | 0,34%       |
| Хрвати       | Хрвати       |             | 3           | 0,34%       |
| Мађари       | Мађари       |             | 2           | 0,22%       |
| Украјинци    | Украјинци    |             | 1           | 0,11%       |
| Чеси         | Чеси         |             | 1           | 0,11%       |
| неопредељени | неопредељени |             | 3           | 0,34%       |
| непознато    | непознато    |             | 1           | 0,11%       |
| укупно: 876  |              |             |             |             |

## Презимена
| - Алавања — Православци, славе Св. Јована - Вишић — Православци, славе Св. Николу - Вукас — Православци, славе Св. Николу - Вукша — Православци, славе Св. Николу - Драгаш — Православци, славе Св. Јована - Драча — Православци, славе Св. Стефана - Дупор — Православци, славе Св. Јована - Јурашин — Православци, славе Св. Стефана | - Лакић — Православци, славе Св. Николу - Лацмановић — Православци, славе Ђурђевдан - Лежаја — Православци, славе Св. Николу - Лончар — Православци, славе Св. Стефана - Млинар — Православци, славе Ђурђевдан - Радека — Православци, славе Часне вериге Св. апостола Петра - Трбовић — Православци, славе Ђурђевдан - Ћосо — Православци, славе Св. Архангела Михаила - Шуша — Православци, славе Св. Стефана |

## Познате личности
- Симеон Кончаревић — епископ Далмације и Боке которске
- Димитрије (Лакић) — архимандрит